# Oberrheinischer Meister

Das Paradiesgärtlein, ca. 1410–1420, Städel Museum in Frankfurt am Main

Als Oberrheinischer Meister (auch Meister des Paradiesgärtleins) wird ein unbekannter oberrheinischer Meister der Spätgotik bezeichnet. Sein bekanntestes Werk ist das Frankfurter Paradiesgärtlein, nach dem er ebenfalls benannt wird. Daneben werden ihm beziehungsweise seiner Werkstatt weitere Werke zugeschrieben, die unterschiedliche Gemeinsamkeiten aufweisen. In der langen Forschungsgeschichte gab es verschiedene Lokalisierungshypothesen und Identifikationsversuche. Während die Lokalisierung an den Oberrhein nun als gesichert gilt, ist keine Identifikation mit einem bekannten Maler dieser Zeit im kunsthistorischen Diskurs allgemein akzeptiert. Stilistisch gehörte der Oberrheinische Meister dem Weichen Stil an.

## Lokalisierung
Die Geschichte der Lokalisierung des Oberrheinischen Meisters entspricht überwiegend der Lokalisierung seines bekanntesten Werkes. Die erste wissenschaftliche Bearbeitung des Paradiesgärtleins nahm Franz Kugler 1841 vor, auch wenn die Erkenntnisse erst in seinen Schriften Geschichte der Malerei seit Constatin dem Großen 1847 und Kleine Schriften und Studien zur Kunstgeschichte, Zweiter Teil 1854 publiziert wurden. Kugler lokalisierte die Tafel in Köln und schrieb sie einem Zeitgenossen von Stefan Lochner zu, obwohl er zugleich auch Anklänge der Malweise des Veronika-Meisters in dem Bild ausmachte. Auch Heinrich Gustav Hotho und Johann David Passavant verorteten das Paradiesgärtlein und damit dessen Meister in Köln. Diese Lokalisierung war jedoch umstritten. So setzte Alfred Lichtwark das Gemälde mit dem Altar der Frankfurter Peterskirche in Beziehung und verortete seine Entstehung am Mittelrhein. Carl Aldenhoven hielt das Gemälde hingegen für westfälisch.
1905 lokalisierte Carl Gebhardt in der Zeitschrift Repertorium für Kunstwissenschaft das Paradiesgärtlein erstmals am Oberrhein. Diese Verortung setzte sich erst allmählich durch. So ging Karl Simon 1911 noch davon aus, dass das Bild in Frankfurt am Main entstanden sei. Und auch Curt Glaser sah 1924 das Bild als mittelrheinisch mit burgundischen Einflüssen an. Die Lokalisierung am Oberrhein wurde hingegen von Ernst Buchner und 1926 von Ilse Futterer gestützt, die das Werk mit den Bildern der Innenseite des Tennenbacher Altars aus Kloster Tennenbach in Beziehung setzte. Futter favorisierte Straßburg als Entstehungsort des Gemäldes. Die Lokalisierung an den Oberrhein und genauer nach Straßburg hat sich vor allem anhand des Vergleiches mit anderen Werken, dabei vor allem den beiden Straßburger Tafeln, weitestgehend durchgesetzt und ist heute allgemein anerkannt. In neueren Publikationen wird der Meister des Paradiesgärtleins überwiegend als Oberrheinischer Meister benannt.

## Identifikationsversuche
In der Forschung gab es immer wieder Versuche, den Oberrheinischen Meister mit einem bekannten Künstler zu identifizieren. Jedoch fand keine dieser Überlegungen größere Zustimmung. Eine der vorgeschlagenen Identifizierungen, die Carl Gebhardt 1905 vornahm, verweist auf den Maler Hans Tiefental, der zwischen 1418 und 1448 in Schlettstadt, Basel und Straßburg nachgewiesen ist. Diese lässt sich aber nicht anhand der Untersuchung der Werkgruppe des Oberrheinischen Meisters absichern. Tiefental wurde in Dijon, am Hof des Herzogs von Burgund, ausgebildet, mit den dort tätigen Malern und deren Werken weist das Paradiesgärtlein jedoch keine Ähnlichkeiten auf. Auch der Vergleich mit Werken von Jost Haller, den Robert Suckale als Schüler Tiefentals ansah und dessen Werke einige recht oberflächliche Ähnlichkeiten zur Werkgruppe des Oberrheinischen Meisters aufweisen, stützt diese Hypothese nicht. Suckale vertrat die Tiefental-These in jüngster Zeit erneut mit Nachdruck. Karl Simon, der 1911 das Paradiesgärtlein nach Frankfurt verortete, identifizierte den Maler mit der dort ansässigen Künstlerfamilie Fyoll. Zeitlich hielt er Sebald Fyoll für den möglichen Maler des Werkes. Dafür führte Simon die Apfelschalen auf dem Tisch an, die die Krypto-Signatur „SE“ bilden würden. Auch die dargestellten Veilchen würden auf die Familie Fyoll („Veilchen“) verweisen.

## Werk und Werkgruppen
Das Frankfurter Paradiesgärtlein bildet das Zentrum der Werkgruppe, die dem Oberrheinischen Meister zugeschrieben wird. Ihm beigestellt werden die Bilder Josephs Zweifel und Geburt Mariens im Musée de l’Œuvre Notre-Dame in Straßburg, die Ilse Futterer 1928 zuschrieb. Diese drei Werke bilden die Kerngruppe des Werkes. Die beiden Straßburger Tafeln sind die am schlechtesten erhaltenen Werke der Gruppe des Oberrheinischen Meisters und wurden wohl für einen Marienaltar in einer Straßburger Kirche geschaffen. Diese wird manchmal als Kirche des Dominikanerinnen-Klosters St. Marx identifiziert. Lange Zeit wurden die beiden Gemälde auf die Zeit um 1420 oder früher datiert, aufgrund der Schlagschatten, die sich in diesen beiden Werken finden lassen, werden mittlerweile die 1430er-Jahre als Entstehungszeit angenommen. Die Arbeit mit den Schatten im Bild erinnert etwa an Hans Multschers Wurzacher Altar aus dem Jahr 1437 und an altniederländische Malerei. Die Mariengeburt folgt einer Komposition von Ambrogio Lorenzetti aus Siena, von der nicht bekannt ist, wie sie an der Oberrhein gelangt ist. Die Zusammengehörigkeit der Straßburger Tafeln mit dem Paradiesgärtlein wurde von Alfred Stange bestritten, wird aber allgemein an der Physiognomie nachgewiesen, was in Anbetracht der unterschiedlichen Größe der Gemälde noch überzeugender sei. So ähneln sich eine Dienerin am Wochenbett Annas, die eine Wasserkanne hält, und die Kirschenpflückerin sehr und sind sogar gleich malerisch durchgebildet. Gleiches gilt für die Köpfe der neugeborenen Maria und des Jesuskindes. Weitere Ähnlichkeiten liegen etwa in den unterschiedlich gehandhabten und chaotischen Verkürzungen in Josephs Zweifel und den verschiedenen Perspektiven des Paradiesgärtleins vor.
Neben dieser engeren Werkgruppe werden dem Oberrheinischen Meister in der Literatur immer wieder die Madonna mit den Erdbeeren im Kunstmuseum Solothurn, der Verkündigung in der Sammlung von Oskar Reinhart in Winterthur und die Szenen aus dem Leben Johannes des Täufers in der Staatlichen Kunsthalle Karlsruhe zugeschrieben, deren Grad der Verwandtschaft und Ähnlichkeit jedoch unterschiedlich ausfällt.
Carl Gebhardt setzte das Paradiesgärtlein 1905 erstmals mit dem Bild Madonna mit den Erdbeeren in Verbindung. Ernst Buchner unterstützte die Zuordnung der Solothurner Madonna, während Ilse Futterer zwar große Ähnlichkeiten der beiden Gemälde herausstellte, aber nicht sicher dieselbe Hand annahm. Die Solothurner Madonna ist deutlich größer. Daraus resultiert ein härter Malstil, der zu einer deutlich geringeren Lebendigkeit führt. Der Typ und das Motiv der beiden Madonnen-Köpfe stimmen weitestgehend überein. Dennoch sind die Augen proportional übergroß. Die beiden Tafeln unterscheiden sich zudem stark in der Darstellungsweise der Tiere. So ist die Blaumeise im Paradiesgärtlein in ihrer Haltung und rundlichen Form natürlicher gestaltet als der flacher erscheinende Vogel in der Madonnen-Darstellung. Ebenso wirken die Pflanzen auf der großen Tafel deutlich schematischer. Die Verkündigung in der Sammlung von Oskar Reinhart in Winterthur führte 1928 Walter Hugelshofer in die Werkgruppe ein. Das Gemälde zeigt deutlich altniederländische Einflüsse wie etwa Schlagschatten und stammt wohl aus den 1430er-Jahren. Mit den Figuren, die blockhaft wirken, und der Raumauffassung wirkt die Winterthurer Tafel trotz der ähnlichen Größe der Tafeln insgesamt und der Gesichter sowie dem ähnlichen Gesamteindruck moderner als das Paradiesgärtlein. Die Malweise der Verkündigung ist deutlich freier, so sind die Geschirrteile an der Rückwand frei mit hellen und dunklen Strichen umrissen, ohne die Form vollständig auszumalen. Das Gesicht der Madonna ist weniger lieblich und lebendig als im Frankfurter Bild. Die vier kleinen Tafeln der Heimsuchung Mariens in Karlsruhe weisen Ähnlichkeiten in der Ausführung der Gesichter sowie bei den Haaren und Händen auf, während ihren Figuren insgesamt die Zartheit des Paradiesgärtleins fehlt. Die Köpfe sind in den Karlsruher Tafeln im Vergleich zu derjenigen in Frankfurt zudem proportional größer in Vergleich zur Körpergröße, was die Figuren schwer und behäbig wirken lässt. Die großen und leicht starrenden Augen ähneln denen der Solothurner Madonna.
Das Tennenbacher oder Staufener Altar genannte Retabel mit seinen Marienszenen im Augustinermuseum in Freiburg im Breisgau weist zwar stilistische Ähnlichkeiten auf, gehört aber bereits der nächsten Maler-Generation an. Daniel Hess stellte es in eine Reihe mit einigen weiteren oberrheinischen Tafelbildern und ordnete es in die Zeit um 1440 ein.

## Werke
| Bild | Titel                     | Entstanden | Größe, Material                          | Ausstellung/Sammlung/Besitzer                                                   |
| ---- | ------------------------- | ---------- | ---------------------------------------- | ------------------------------------------------------------------------------- |
|      | Paradiesgärtlein          | 1410/20    | 26,3 cm × 33,4 cm, Mischtechnik auf Holz | Historisches Museum Frankfurt, Dauerleihgabe an das Städel in Frankfurt am Main |
|      | Madonna mit den Erdbeeren | 1420/30    |                                          | Kunstmuseum Solothurn in Solothurn                                              |
|      | Verkündigung              | 1420/30    |                                          | Sammlung Oskar Reinhart «Am Römerholz» in Winterthur                            |
|      | Geburt Mariens            | 1430/40    |                                          | Musée de l’Œuvre Notre-Dame in Straßburg                                        |
|      | Josephs Zweifel           | 1430/40    |                                          | Musée de l’Œuvre Notre-Dame in Straßburg                                        |